# Ковалюк, Дариуш
Дариуш Ковалюк (пол. Dariusz Kowaluk; род. 16 апреля 1996) — польский легкоатлет, который специализируется в беге на короткие дистанции.

## Биография
Олимпийский чемпион в смешанном эстафетном беге 4×400 метров (2021). Выступал в предыдущем забеге, победа в котором была добыта с новым рекордом Европы в этой дисциплине (3.10,44).
Финалист (5-е место) Олимпийских Игр в мужской эстафете 4×400 метров (2021).
Бронзовый призер Универсиады в мужской эстафете 4×400 метров (2019).
Серебряный призер чемпионата Европы среди молодежи в мужской эстафете 4×400 метров (2017).
Чемпион Польши в эстафете 4×400 метров (2018) и в помещении (2018, 2019).
Тренируется под руководством польского специалиста Анджея Волковицкого (пол. Andrzej Wołkowycki).